# FIRE mozgalom
A FIRE (Financial Independence, Retire Early) mozgalom egy életmód mozgalom, melynek célja az anyagi függetlenség elérése, és a hivatalos nyugdíjkorhatárt bőven megelőzően az aktív munkától való visszavonulás. A mozgalom a 2000-es években vált különösen népszerűvé. Magyarországon 2017-ben Takács Szabolcs blogolt „Harmincas nyugdíjas” néven (már nem aktív), majd 2018-ban megalakult a „FIRE Hungary” Facebook csoport, amely több ezer fős közösséggé vált, indítója Bognár Balázs kiadta magyarul összefoglaló könyvét, Az első száz millió címen.

## Alapelv
A FIRE, azaz a teljes anyagi függetlenség azt jelenti, hogy a passzív bevételből származó jövedelem teljes mértékben fedezi a megélhetési költségeket. Ennek eléréséhez szükség van egy olyan nagy méretű portfóliót létrehozni, amelynek passzív hozamából előreláthatóan élethosszig meg lehet élni. A klasszikus elv szerint a beosztotti munkaviszonyból származó jövedelem minél nagyobb részét megtakarítva és befektetve 5-20 év alatt felépíthető egy kellően nagy portfólió (értékpapír, részvény). Ennek alapja a megtakarítási ráta, amely megmutatja százalékos formában, hogy a havi bevételből mennyit tud valaki megtakarítani. A megtakarítási ráta növelésével gyorsabban érhető el a FIRE, amit a bevétel növelésével, és/vagy a kiadások csökkentésével lehet elérni. A cél a vagyon felhalmozása addig, amíg az így keletkező passzív jövedelem elegendő pénzt biztosít a megélhetésre a nyugdíjas évek során. A FIRE mozgalom sok támogatója a 4%-os szabályt javasolja iránymutatásként, mely szerint az összegyűjtendő portfólió nagysága a becsült éves megélhetési költség 25-szöröse. A célszám elérésekor válik lehetővé a hagyományos munkából a szokásos nyugdíjkorhatárnál évekkel, akár évtizedekkel korábbi nyugdíjba vonulás.

## Háttér
A korai nyugdíj a bevételek növelésével, a költségek észszerű csökkentésével, és az így megtakarított pénzek befektetésével érhető el. Nem csak egyszerűen pénzgyűjtés, idővel a befektetések hozama és a kamatos kamat hatása miatt a vagyon növekedés önmagától gyorsulva növekszik. A FIRE is többféle lehet: Lean (szerény) esetben alacsonyabb megélhetési költségek mellett takarékos életmód, Fat esetben magas életszínvonal a cél. Létezik több új elnevezés is: a Barista FIRE egy félig nyugdíjas életmódra utal, ahol rész munkaidőben dolgozva érkezik kiegészítő jövedelemért; a Coast FIRE, ahol pedig egy kezdeti nagyobb megtakarítás a háttérben kamatozik egy normál, dolgozó élet alatt, amely kiegészíti a nyugdíjat a normál időben bekövetkező nyugdíj eljövetelekor.

## Történelem
A FIRE mozgalom mögött meghúzódó fő gondolatok Vicki Robin és Joe Dominguez 1992-es bestseller könyvéből, a Your Money or Your Life -ból, valamint Jacob Lund Fisker 2010-es Early Retirement Extreme című könyvéből származnak. Ezek az alkotások az alapvető mintát adják az egyszerű életstílus és a befektetésekből származó bevétel ötvözéséhez az anyagi függetlenség elérése érdekében. 
A 2011-ben indult Mr. Money Mustache blog felkeltette az érdeklődést a korai nyugdíjazás takarékossággal való elérésének gondolata iránt, és elősegítette a FIRE mozgalom népszerűsítését. Más könyvek, blogok és podcastok továbbra is finomítják és népszerűsítik a FIRE koncepciót.

## Kritikák
Egyes kritikusok azt állítják, hogy a FIRE mozgalom „csak a gazdagoknak szól”, rámutatva arra, hogy alacsony jövedelem mellett nehéz magas megtakarítási rátát elérni. Egy másik gyakori kritika az, hogy a férfiak a kereseti egyenlőtlenség miatt felülreprezentáltak a FIRE mozgalomban. További kérdéseket vet fel a nagyon hosszú, gyakran 20-50 éves várható nyugdíj időtartama, amely váratlan események miatt nagyfokú bizonytalanságot jelent, emiatt gyakran megkérdőjelezik a 4%-os szabályt is, mivel az „csak” 30 évesre tervezett eredetileg. Azóta több kiegészítés és kutatás is jelent meg a témában, többen biztonságosabb, 3,5%-os vagy annál alacsonyabb pénzfelvételi arány mellett érvelnek, ami azt jelenti, hogy az éves kiadások 30-40-szeresét kell megtakarítani a 25-szörös helyett, ha a cél a teljes nyugdíjba vonulás, és hogy soha többé ne kelljen pénzt keresni.

## Fordítás
- Ez a szócikk részben vagy egészben  a   FIRE movement című angol Wikipédia-szócikk ezen változatának fordításán alapul.  Az eredeti cikk szerkesztőit annak laptörténete sorolja fel. Ez a jelzés csupán a megfogalmazás eredetét és a szerzői jogokat jelzi, nem szolgál a cikkben szereplő információk forrásmegjelöléseként.